# تشارلز رايت (كاتب)
تشارلز رايت (بالإنجليزية: Charles Wright)‏ هو كاتب وأستاذ مدرسة ومترجم وناقد وشاعر أمريكي، ولد في 25 أغسطس 1935 في مقاطعة هاردن في الولايات المتحدة.

## وصلات خارجية
- تشارلز رايت على موقع الموسوعة البريطانية (الإنجليزية)